# District de Lausanne
Le district de Lausanne, dont Lausanne est le chef-lieu, est l'un des dix districts du canton de Vaud.

## Histoire
Originellement composé de 12 communes, divisé en 3 cercles, le district s'est vu, lors de la réorganisation cantonale du 1er janvier 2008, amputé des communes de Belmont-sur-Lausanne, Paudex et Pully qui ont rejoint le nouveau district de Lavaux-Oron ainsi que de Crissier, Prilly et Renens rattaché au nouveau district de l'Ouest lausannois.

## Préfets
Au 1er janvier 2008, la préfecture du district de Lausanne est administrée par trois préfets, Jacques Nicod, Anne Bornand et Sylviane Klein. Au 1er avril 2008, Serge Terribilini succède à Jacques Nicod parti à la retraite. Au départ à la retraite, le 1er avril 2011, d'Anne Bornand, cette dernière n'a pas été remplacée.
Puis, les deux préfets de Lausanne étaient Sylviane Klein, répondante pour la préfecture, et Serge Terribilini. Dès le 1er novembre 2015, Madame Sylviane Klein a été remplacée par Mme Clarisse Schumacher Petoud.

## Liste des communes
Voici la liste des communes composant le district avec, pour chacune, sa population.
| Nom                   | N° OFS | Population (décembre 2022) |
| --------------------- | ------ | -------------------------- |
| Cheseaux-sur-Lausanne | 5582   | +004 517,                  |
| Épalinges             | 5584   | +009 822,                  |
| Jouxtens-Mézery       | 5585   | +001 468,                  |
| Lausanne              | 5586   | +141 418,                  |
| Le Mont-sur-Lausanne  | 5587   | +009 291,                  |
| Romanel-sur-Lausanne  | 5592   | +003 788,                  |
| Total                 | Total  | +170 304,                  |